# 和田 (多摩市)
和田（わだ）は、東京都多摩市にある町名。現行行政地名は和田三丁目及び和田（大字）であり、一丁目と二丁目は存在しない。郵便番号は206-0001。北部の大部分が日野市に接しており、文化的にも日野市との結びつきが強い地区である。民間企業のエリア区分けでも日野市側に含まれる場合が多い。

## 地理
多摩市の北東端に位置する町名で、北側で日野市、西側で八王子市と隣接する。市内の隣接する町名としては一ノ宮、東寺方、落川、百草、愛宕がある。多摩丘陵に含まれる丘陵地である。中央部を南から北へ大栗川が流れており、その浸食による谷戸状の地形になっている。
和田三丁目などの南部には団地が広がるが、それ以外のエリアには多摩ニュータウン開発以前からの古い宅地も点々と残っている。

### 河川
- 大栗川

## 世帯数と人口
2018年（平成30年）1月1日現在の世帯数と人口は以下の通りである。
| 大字・丁目 | 世帯数    | 人口     |
| ---------- | --------- | -------- |
| 和田       | 4,871世帯 | 10,444人 |
| 和田三丁目 | 604世帯   | 1,063人  |
| 計         | 5,475世帯 | 11,507人 |

## 小・中学校の学区
市立小・中学校に通う場合、学区は以下の通りとなる。
| 大字・丁目 | 番地 | 小学校                 | 中学校               |
| ---------- | --- | ---------------------- | -------------------- |
| 和田       | 480～506番地、529～571番地 575～582番地、586〜587番地 639番地、645～649番地 659～664番地、668～677番地 699～701番地、712～714番地 762番地、2101～2119番地 2150番地        | 多摩市立愛和小学校     | 多摩市立東愛宕中学校 |
| 和田       | 310～334番地、337～339番地 419～432番地、467～479番地 721～749番地、753～761番地 763～782番地、785番地 790番地、839～849番地 856～863番地、871番地 876〜877番地、2100番地 | 多摩市立愛和小学校     | 多摩市立和田中学校   |
| 和田       | 1番地、1686番地の2 1717～1800番地 | 多摩市立東寺方小学校   | 多摩市立和田中学校   |
| 和田       | その他 | 多摩市立多摩第二小学校 | 多摩市立和田中学校   |
| 和田三丁目 | 1～9番地、56番地 59番地、65番地 | 多摩市立愛和小学校     | 多摩市立東愛宕中学校 |

## 交通
交通手段はバスのみ。
- 京王電鉄バス
- 神奈川中央交通

## 施設
- 啓光福祉会
- 多摩市立和田中学校
- 多摩市立多摩第二小学校
- 帝京大学小学校
- 多摩市和田郵便局
- 厚生荘病院
- やまと保育園
- UR百草団地
- おふろの王様多摩百草店 - 所在地は多摩市和田1352-1。